# Batalha de Arras (1917)
A Batalha de Arras consistiu numa ofensiva britânica durante a Primeira Guerra Mundial. De 9 de Abril a 16 de Maio de 1917, as tropas britânicas, canadianas, neozelandesas, da Terra Nova e australianas atacaram as defesas do alemãs, próximo da cidade francesa de Arras, na Frente Ocidental.
Durante grande parte da guerra, os exércitos adversários na Frente Ocidental mantiveram-se num estado de empate, com uma linha contínua de trincheiras que se estendia desde a costa belga até à fronteira suíça. Na sua essência, o objectivo dos Aliados, desde o início de 1915, era penetrar nas defesas alemãs e combater com o exército alemão, numericamente inferior, numa guerra de manobra. A ofensiva de Arras foi concebida como parte de um plano para atingir aquele objectivo. Foi planeada em conjunto com o Alto Comando Francês, o qual também preparava um ataque em massa, a Ofensiva Nivelle, a cerca de 8 km a sul. A ideia principal desta operação conjunta era acabar com a guerra em cerca de 48 horas. Em Arras, o objectivo do Aliados era tirar as tropas alemãs do terreno escolhido para o ataque francês e destruir as defesas que os alemães tinham instalado em terreno alto, na planície de Douai.
O esforço britânico concentrava-se numa frente de assalto entre Vimy, a noroeste, e Bullecourt, a sudeste. Depois de fortes bombardeamentos, as tropas canadianas avançaram a norte e capturaram um ponto estratégico, a colina de Vimy, e as divisões britânicas, ao centro, conseguiram avançar, significativamente, a montante do rio Scarpe. A sul, as forças britânicas e australianas esbarraram com a defesa em profundidade dos alemães, e a sua progressão foi mínima. Depois deste sucesso inicial, as tropas britânicas passaram a efectuar pequenas operações para consolidar as novas posições ganhas. Embora estas batalhas tivessem tido um significativo sucesso na conquista de alguns objectivos, estes foram atingidos à custa de um número considerável de baixas.
Quando a batalha terminou, oficialmente, a 16 de Maio, as tropas do Império Britânico tinham avançado bastante no terreno, mas não tinham conseguido penetrar nas defesas alemãs. Na Batalha de Arras foram utilizadas novas tácticas (incluídas em SS.135, Instruções para o Treino das Divisões para a Acção Ofensiva e SS.143 Instruções para o Treino de Pelotões para a Acção Ofensiva) e equipamento para tirar o maior partido dessas mesmas tácticas, com o pelotão a ser a principal unidade militar táctica: metralhadora Lewis, granadas lançadas com espingardas e carabinas; com o bombardeamento de barragem, e o fogo de contrabateria, a serem utilizados, em particular, na primeira fase. Estas novas tácticas demonstraram ser eficazes contra posições fortemente fortificadas. Esta zona de batalha acabou por ficar num beco-sem-saída para ambos os lados, uma característica comum a toda a Frente Ocidental, excepto os ataques ocorridos em redor de Lens, que culminou na na batalha de Batalha da Colina 70.

## Prelúdio
No início de 1917, os britânicos e os franceses continuavam à procura de uma forma de alcançar um avanço estratégico na Frente Ocidental. O ano anterior tinha sido marcado pela dura, mas bem-sucedida, ofensiva franco-britânica do Somme, enquanto que os franceses não tinham conseguido avançar devido à grande pressão dos alemães em Verdun até Agosto de 1916. Ambas as batalhas necessitaram de elevados recursos, mas pouco foram os ganhos obtidos no campo de batalha. Ainda assim, do lado alemão, o custo para conter os ataques anglo-franceses foi muito elevado, e, dado que os novos reforços materiais da Entente e seus aliados só estariam disponíveis em 1917, Hindenburg e Ludendorff decidiram optar por uma estratégia defensiva na Frente Ocidental para aquele ano. Este impasse reforçou a impressão que os comandantes franceses e britânicos tinham de que, para acabar com esta situação de indecisão, precisavam de um avanço decisivo; enquanto que este desejo possa ter sido a principal razão por trás da ofensiva, o local e a data foram significativamente influenciados por uma série de factores políticos e tácticos.

### Cenário político
O período central da Primeira Guerra foi marcado por momentos memoráveis. Os governantes em Paris e Londres estavam fortemente pressionados pela imprensa, pela população e pelos parlamentos para levar a guerra a um fim vitorioso. As baixas provocadas pelas batalhas de Gallipoli, Somme e Verdun, foram muito elevadas e não havia a esperança de uma vitória para breve. O primeiro-ministro britânico, H. H. Asquith, demitiu-se em Dezembro de 1916 e foi substituído pelo "feiticeiro galês", David Lloyd George. Em França, tanto o primeiro-ministro Aristide Briand, como o temível general (mais tarde marechal) Hubert Lyautey como Ministro da Defesa, encontravam-se numa situação política frágil e ambos se demitiram em Março de 1917.
Os Estados Unidos estavam perto de declarar guerra à Alemanha; a opinião pública americana defendia cada vez mais a guerra devido a uma série de ataques de U-Boot a navios civis, que começaram com o afundamento do RMS Lusitania, em 1915, culminando com o torpedamento de sete navios mercantes americanos, no início de 1917. O Congresso dos Estados Unidos acabou por declarar guerra ao Império Alemão a 6 de Abril de 1917, mas demoraria mais de um ano até ter um exército devidamente preparado e transportado para França.

### Cenário estratégico

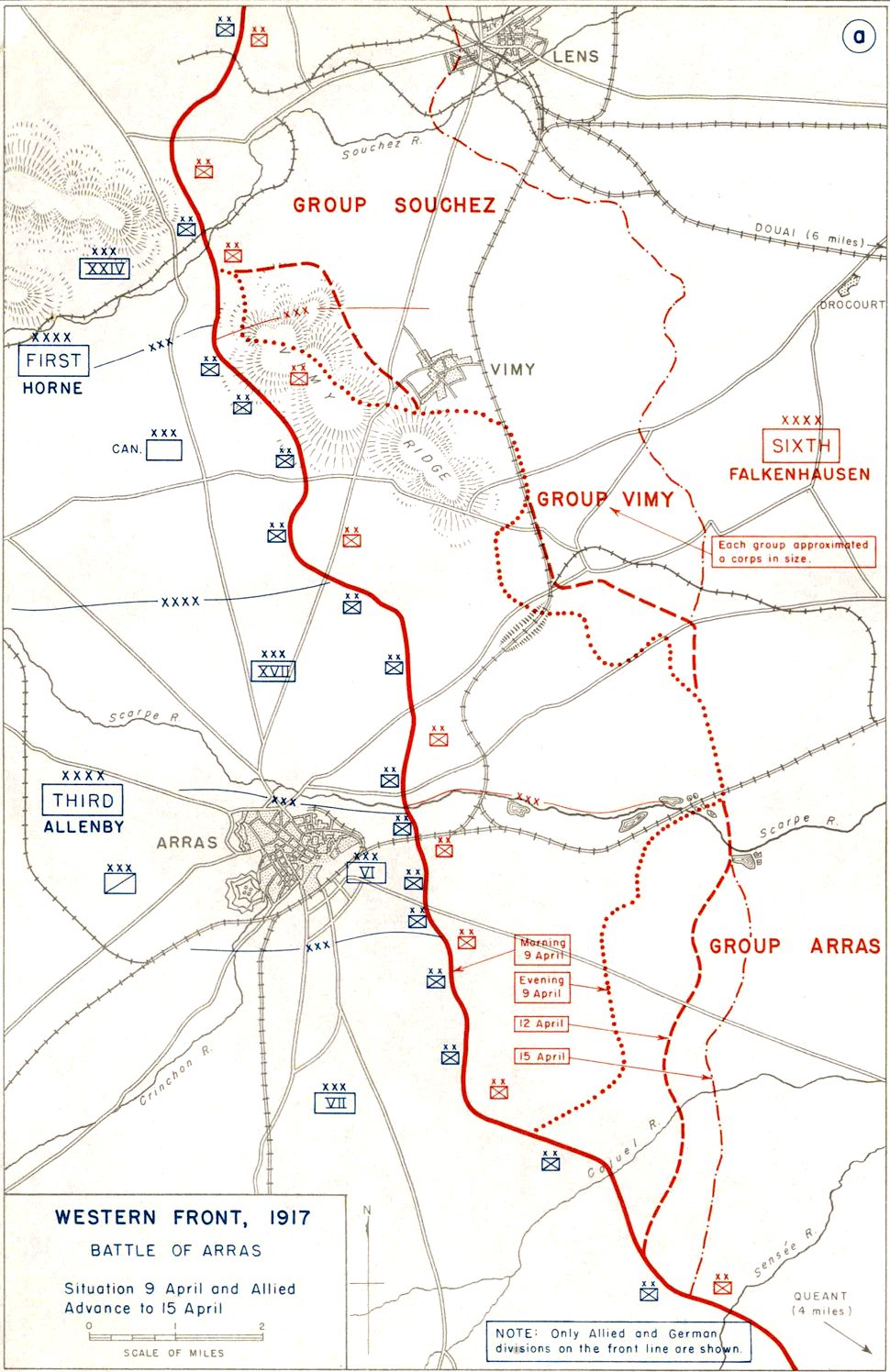
As frentes em Arras antes da ofensiva.

Embora os franceses e os britânicos tivessem a intenção de efectuar um ataque na Primavera de 1917, havia duas situações que colocavam o plano em perigo. A primeira, em Fevereiro, no qual a Rússia não tinha capacidade de se comprometer numa operação conjunta, o que significava que a ofensiva em duas frentes seria reduzida para um único ataque francês ao longo do rio Aisne. Por outro lado, o Exército alemão recuou até à Linha Hindenburg na Operação Alberich, alterando os pressuposto tácticos do plano francês para a ofensiva. De facto, as forças francesas tiveram que efectuar um primeiro avanço, para compensar o recuo alemão, durante as Batalhas de Arras; no sector planeado para o assalto, não havia sinal das tropas alemãs. Dados estes factores, ficou a dúvida se a ofensiva deveria ir para a frente. O governo francês precisava urgentemente de uma vitória para evitar o mau-estar civil, mas os britânicos estavam cautelosos dada a perspectiva de alterações tácticas. Numa reunião com David Lloyd George, o comandante-chefe francês, general Nivelle, conseguiu convencer o primeiro-ministro de que se as forças britânicas lançassem um ataque de diversão para retirar as tropas alemãs do sector de Aisne, a ofensiva francesa podia ser bem-sucedida. Ficou acordado, na Convenção de Londres de 16 de Janeiro, que o ataque francês a Aisne devia ter início em meados de Abril, e que os britânicos fariam um ataque de diversão no sector de Arras, uma semana antes.

### Forças em combate
No sector de Arras já estavam presentes três exércitos Aliados. A sua disposição no terreno, de norte para sul, era a seguinte: 1.º Exército britânico, comandando por Henry Horne; 3.º Exército britânico, sob o comando de Edmund Allenby; e o 5.º Exército britânico, liderado por Hubert Gough. O comandante geral dos britânicos era o marechal-de-campo Sir Douglas Haig, e o plano da batalha foi concebido pelo general Allenby. Pouco habitual nesta guerra, era a presença de três divisões escocesas, todas do 3.º Exército, juntas no início do ataque: a 15.ª Divisão do VI Corpo, e a 9.ª Divisão e a 51ª Divisão do XVII Corpo britânico. A forte 34.ª Divisão britânica, com influências escocesas, também se encontrava posicionada entre o XVII Corpo escocês.
Na frente das forças britânicas encontrava-se o 6.º Exército alemão comandado pelo general Von Falkenhausen, de 73 anos, e o 2.º Exército, liderado pelo general von der Marwitz (que recuperava de doença contraída durante a Frente Ocidental). Os exércitos tinham sido organizados como Gruppe Souchez, Gruppe Vimy e Gruppe Arras, dispostos por esta ordem, de norte para sul. Na linha da frente, estavam sete divisões alemãs; as restantes divisões estavam de reserva para reforço ou para contra-atacar se necessário.
O general Von Falkenhausen reportava directamente ao general Erich Ludendorff, chefe operacional do Alto Comando Alemão (o Oberste Heeresleitung ou OHL). O pessoal de Ludendorff incluía oficiais com grande experiência como o major Georg Wetzell, o coronel Max Bauer e o capitão Hermann Geyer. Desde Dezembro de 1916 que estes oficiais se encontravam a desenvolver tácticas de contra-ataque para fazer frente aos novos métodos dos Aliados que tinham sido utilizados nas batalhas do Somme e de Verdun. Embora estas batalhas tenham tido um custo muito elevado para os Aliados, também enfraqueceram bastante o exército alemão. No início de 1917, o exército alemão tinha recebido ordens para implementar estas contra-tácticas (a defesa elástica); a incapacidade de Falkenhausen para as colocar em prática mostrar-se-ia desastrosa.

## Fase preliminar
O plano britânico estava bem desenvolvido, depois das experiências no Somme e em Verdun no ano anterior. Em vez de atacarem numa frente alargada, o fogo da artilharia seria concentrado numa área relativamente estreita de 18 km, desde a colina de Vimy, a norte, até Neuville Vitasse, 6 km a sul do rio Scarpe. O bombardeamento foi planeado para durar uma semana em todos os pontos da linha, com uma pesada e longa barragem em Vimy para enfraquecer as suas fortes defesas.

### Túneis e minas

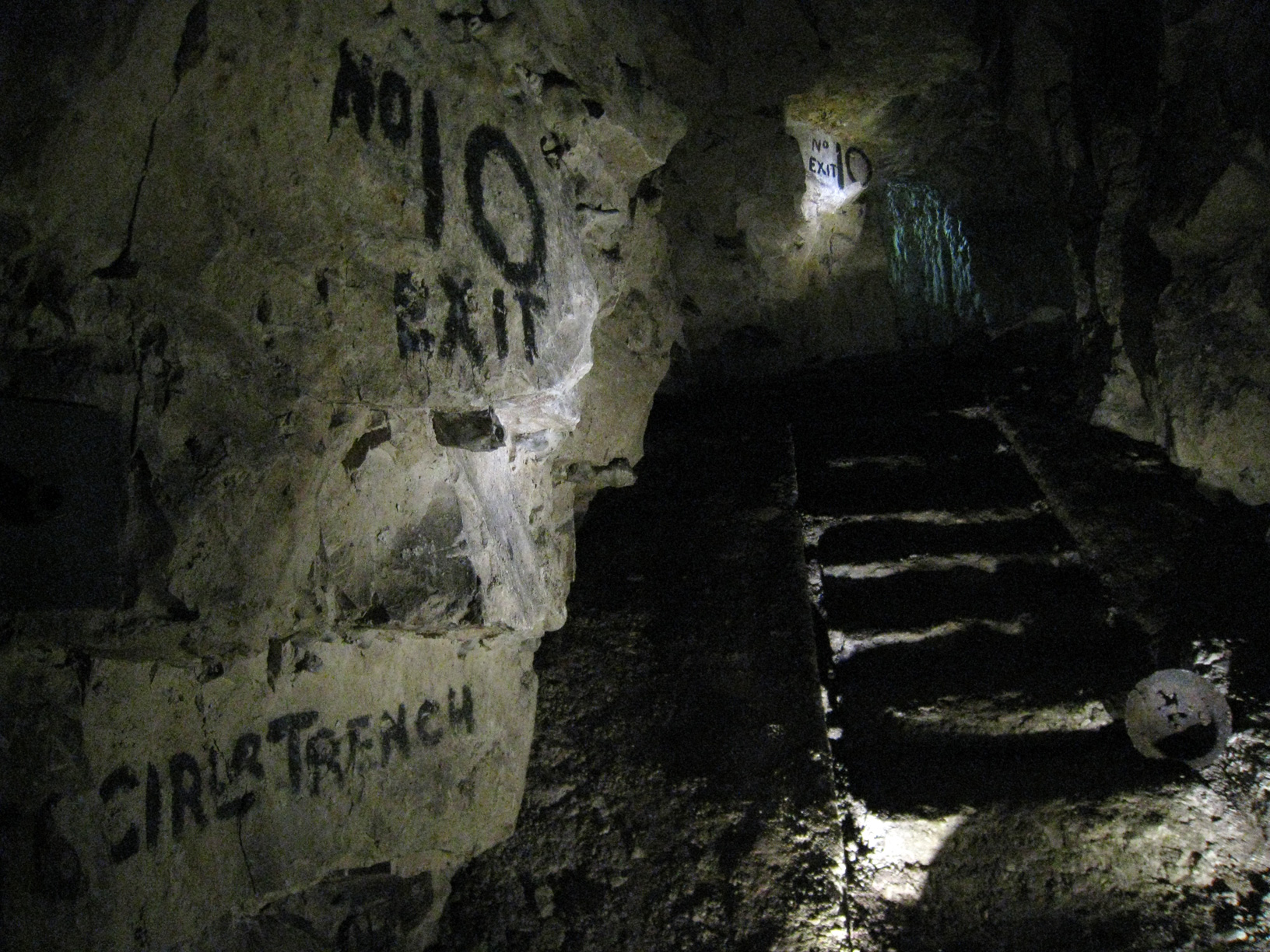
Saída dos túneis militares dos Aliados em Carrière Wellington.

Em Outubro de 1916, os Royal Engineers começaram a construir túneis para as tropas. A região de Arras é calcária o que facilitava as escavações; o subsolo desta região é caracterizada pela sua rede de cavernas, pedreiras subterrâneas, grutas, galerias e túneis de esgotos. Os engenheiros conceberam um plano para adicionar novos túneis a esta rede por forma a que as tropas pudessem chegar ao campo de batalha em segredo e em segurança. A dimensão deste empreendimento era enorme: em apenas um dos sectores, quatro Companhias de Túneis, com cerca de 500 homens cada, trabalharam em turnos de 18 horas, durante dois meses. Ao todo foram construídos 20 km de túneis, categorizados consoante a sua utilização: subways (circulação a pé); tramways (com carris para transporte de pequenos vagões, para transportar munições para a linha e trazer soldados mortos ou feridos da mesma); e railways (um sistema ferroviário simples). Pouco tempo antes do ataque, o sistema de túneis tinha crescido o suficiente para ocultar 24 000 homens, com luz eléctrica fornecida por uma pequena central geradora de energia, e também cozinhas, casas-de-banho e um centro médico completamente equipado. Uma grande parte do trabalho foi feito por neo-zelandeses, incluindo mão-de-obra maori e das ilhas do Pacífico, do batalhão de Pioneiros da Nova Zelândia, e bantams (soldados com menos de 1,60 m, a altura mínima regulamentada) das cidades mineiras do Norte de Inglaterra.
Também foram construídos túneis para ataques que terminavam a poucos metros das linhas alemãs, preparados para serem abertos através de explosivos no dia do assalto. Adicionalmente, foram colocadas minas convencionais perto das linhas da frente, prontas para explodir imediatamente antes do assalto. Muitas não chegaram a detonar pelo receio de destruir em demasia o terreno. Entretanto, os sapadores alemães também se encontravam a preparar as suas operações subterrâneas, à procura dos túneis dos Aliados para os destruir e, também, para colocar minas. Das forças neo-zelandesas, 41 homens morreram e 151 ficaram feridos devido às minas alemãs.
Muitos dos túneis e trincheiras estão actualmente encerrados ao público. Cerca de 250 m de uma parte da rede túneis Grange, em Vimy, está exposta ao público de Maio a Novembro, e o túnel Wellington foi aberto ao público como Museu Carrière Wellington, em Março de 2008.

### Batalha aérea

Fogo de antiaérea sobre os aviões alemães, perto de Arras.

Embora a Royal Flying Corps tivesse iniciado a sua operação na batalha com aviões de menor desempenho que os da Luftstreitkräfte, o seu comandante, general Hugh Trenchard, manteve uma postura ofensiva. O domínio aéreo sobre Arras era essencial para o reconhecimento, e os britânicos efectuaram muitas patrulhas aéreas. A aeronave de Trenchard, em apoio das forças no terreno, efectuou várias observações à artilharia alemã, assim como fotografou os sistemas de trincheiras e de bombardeamento. As actividades de reconhecimento eram coordenadas pela 1.ª Companhia de Vigilância de Campo, Royal Engineers. A observação aérea era uma actividade perigosa pois, para melhores resultados, as aeronaves tinham que voar a baixa velocidade e altitude sobre as defesas alemãs. Tornou-se ainda mais arriscada com a chegada do "Barão Vermelho", Manfred von Richthofen, com a sua elevada experiência e melhor equipada Jagdgeschwader 1, em Março de 1917. A sua presença aumentou significativamente o número de aviões abatidos entre os Aliados, e o mês de Abril de 1917 ficou conhecido como Abril Sangrento. Mais tarde, um oficial de infantaria alemão escreveu: "durante estes dias, ocorreram uma série de combates aéreos que, invariavelmente, terminavam com a derrota dos britânicos pois estavam a lutar com o esquadrão de Richthofen. Era habitual que cinco ou seis aviões fossem perseguidos ou abatidos". O tempo médio de voo de um piloto britânico da Royal Flying Corps em Arras, no mês de Abril, era de 18 horas. Entre 4 e 8 de Abril, o Royal Flying Corps perdeu 75 aviões em combate, e 105 pilotos. Estas baixas deram origem a uma falta de pilotos, e os substitutos eram enviados directamente da escola de pilotagem para a frente de combate: no mesmo período, 56 aeronaves caíram devido à falta de experiência dos novos pilotos.

### Fogo de barragem
Para manter o nível de acção inimiga baixo durante o assalto, foi planeada uma barreira de fogo. Este método consistia no disparo de projécteis altamente explosivos e de munições carregadas com estilhaços que se espalhavam pelo campo de batalha a cerca de 100 m à frente das tropas de assalto. Os Aliados já tinham utilizado este método nas batalhas de Neuve Chapelle e do Somme, mas depararam-se com dois problemas. O primeiro era sincronizar o movimento das tropas com a queda dos projécteis da barragem: em Arras, esta conciliação de acções foi ultrapassada pelo treino e simulação, e uma sincronização exacta de movimentos. O segundo, era o facto de o fogo de barragem cair de forma aleatória, pois os projécteis explodiam rapidamente mas em momentos diferentes: em Arras, a taxa de degradação de cada cano dos canhões era calculado individualmente, e cada arma era calibrada de acordo com essa taxa. Embora houvesse risco de ser atingido por fogo amigo, a barragem forçou os alemães a permanecer nas suas trincheiras, permitindo aos soldados Aliados avançar sem receio dos disparos das metralhadoras. Adicionalmente, foi desenvolvida uma nova espoleta, No. 106 Fuze, caracterizada por projécteis altamente explosivos e que detonava ao mais pequeno impacto, destruindo por completo o arame farpado. Para os momentos finais da barragem, também foi utilizado gás venenoso.

### Fogo de contra-bateria
A principal ameaça para as tropas de assalto vinha do fogo de artilharia inimigo quando se movimentavam na terra de ninguém, e que foi responsável por metade das baixas do primeiro dia do Somme. Um problema adicional era a localização da artilharia alemã, escondida atrás das colinas. Em resposta, foram criadas unidades de artilharia especializadas para atacar a artilharia alemã. A sua localização foi fornecida pela 1.ª Companhia de Vigilância de Campo, Royal Engineers, que recolhiam dados obtidos pelo clarão e pelo som dos disparos da artilharia alemã. No primeiro dia do ataque, a 9 de Abril, mais de 80% de armas pesadas alemãs foram neutralizadas (ou seja, "incapazes de efectuarem disparos e os seus homens afastados") pelo fogo das contra-baterias. Também foram disparados projécteis com gás contra os cavalos das baterias e contra as colunas de fornecimento de provisões e munições.

## Primeira fase
O bombardeamento preliminar da colina de Vimy teve início no dia 20 de Março, e o bombardeamento do restante sector a 4 de Abril. Limitado a uma frente de apenas 39 km, o bombardeamento utilizou cerca de 2 689 000 projécteis, mais de um milhão do que as no Somme. As baixas alemãs não foram tão pesadas, mas os homens ficaram exaustos pela tarefa interminável de manter as entradas das trincheiras abertas, e desmoralizados pela ausência de rações, causada pela dificuldade de preparar e transportar a comida quente sob o fogo da artilharia Aliada. Alguns soldados combateram sem comida durante dois ou três dias seguidos.
Na véspera da batalha, as trincheiras da linha da frente desapareceram e as suas defesas de arame farpado foram destruídas. A história oficial do 2.º Regimento de Reservas Bávaras descreve a linha da frente como "consistindo não de trincheiras mas de ninhos avançados de homens dispersos". A história do 262.º Regimento de Reservas relata que o seu sistema de trincheiras "desapareceu numa cratera". Para aumentar toda esta destruição, durante as últimas dez horas de bombardeamentos foram lançados projécteis com gás.
A Hora-Zero estava planeada para a manhã do dia 8 de Abril (Domingo de Páscoa), mas foi adiada 24 horas a pedido dos franceses, apesar do bom tempo que se fazia sentir no sector do ataque. O Dia-Zero passou, então, para 9 de Abril e a Hora-Zero para as 05h30 h da manhã. O assalto foi precedido por um bombardeamento intenso e rápido de cinco minutos, depois de uma noite calma.
Quando chegou a hora, estava a nevar intensamente; as tropas Aliadas, ao avançarem pela "terra-de-ninguém", foram desviadas pela tempestade. Ainda estava escuro e a visibilidade no campo de batalha era baixa. Um vento de oeste soprava nas costas dos Aliados, atirando "granizo e neve na cara dos alemães". Esta combinação de bombardeamento e fraca visibilidade apanhou as tropas alemãs de surpresa, e muitos foram feitas prisioneiras, ainda meio despidos a sair das duas primeiras linhas de trincheiras. Outros foram capturados sem as botas calçadas, a tentar escapar, mas presos até aos joelhos na lama das trincheiras.

### Primeira Batalha de Scarpe (9 a 14 de Abril de 1917)

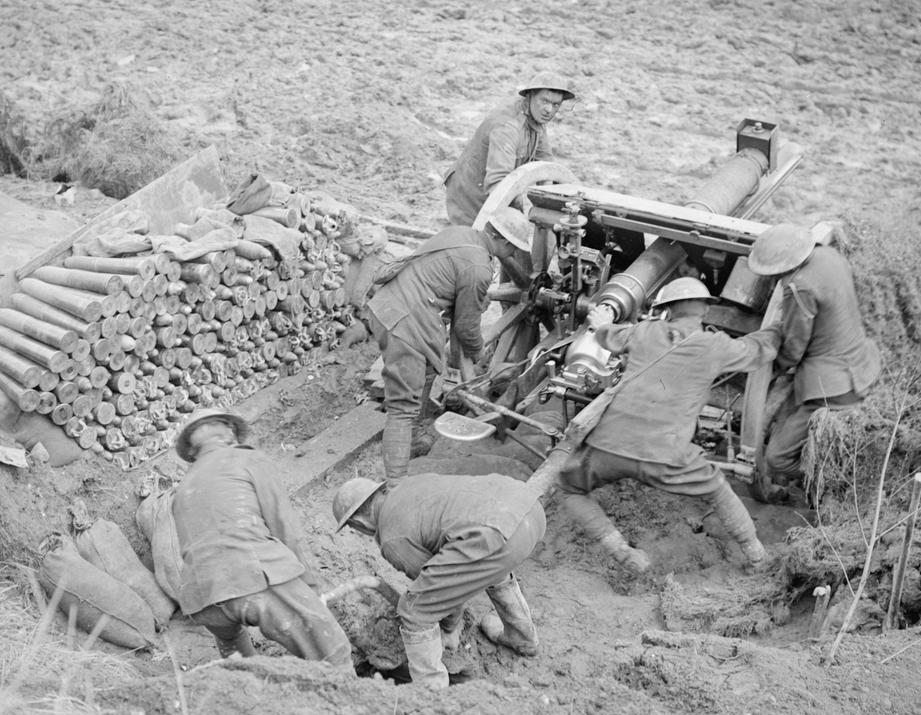
Um grupo armado com uma arma de 18 libras, em acção durante o avanço perto de Athies.

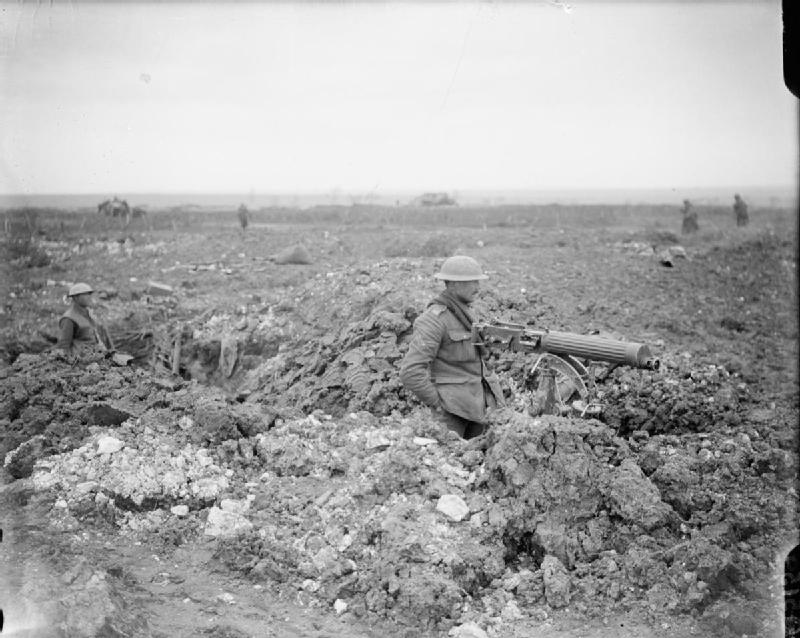
Um posto de metralhadora perto de Feuchy.

O principal assalto do primeiro dia teve lugar a leste de Arras, com a 12.ª Divisão britânica a atacar Observation Ridge, a norte da estrada Arras—Cambrai. Após alcançarem este objectivo, seguiram para Feuchy e para as segunda e terceira linhas de trincheiras alemãs. Em simultâneo, elementos da 3.ª Divisão de Infantaria britânica deram início a um ataque a sul da via, com a tomada da Floresta do Diabo, Tilloy-lès-Mofflaines e o Bois des Boeufs, os seus objectivos iniciais. O objectivo final destes assaltos era Monchyriegel, uma trincheira que se estendia entre Wancourt e Feuchy, e um elemento importante das defesas alemãs. Muitos destes objectivos, incluindo a localidade de Feuchy, foram atingidos na noite de 10 de Abril embora os alemães ainda controlassem grandes secções de trincheiras entre Wancourt e Feuchy, em particular na região bastante fortificada de Neuville-Vitasse. No dia seguinte, tropas da 56.ª Divisão britânica conseguiram forçar os alemães a sair de da localidade, embora Monchyriegel só ficasse totalmente nas mãos dos britânicos alguns dias depois. As forças britânicas conseguiram consolidar todos os seus ganhos atá à data e avançaram para Monchy-le-Preux, embora tenham sofrido pesadas baixas perto da aldeia.
Uma das razões para o sucesso da ofensiva neste sector foi a incapacidade do comandante alemão Von Falkenhausen em pôr em prática o novo sistema de defesa em profundidade de Erich Ludendorff. Em teoria, o inimigo poderia ter sucesso no início, levando-os a estender as suas linhas de comunicação. As forças de reserva colocadas perto do campo de batalha entrariam em acção antes da chegada dos reforços inimigos. Os defensores conseguiram, então, contra-atacar e reconquistar os territórios perdidos. Neste sector, no entanto, manteve as suas tropas de reserva demasiado afastadas da frente, e não conseguiram chegar em tempo útil para o contra-ataque a 10 e 11 de Abril.

### Batalha do Cume Vimy (9 a 12 de Abril de 1917)

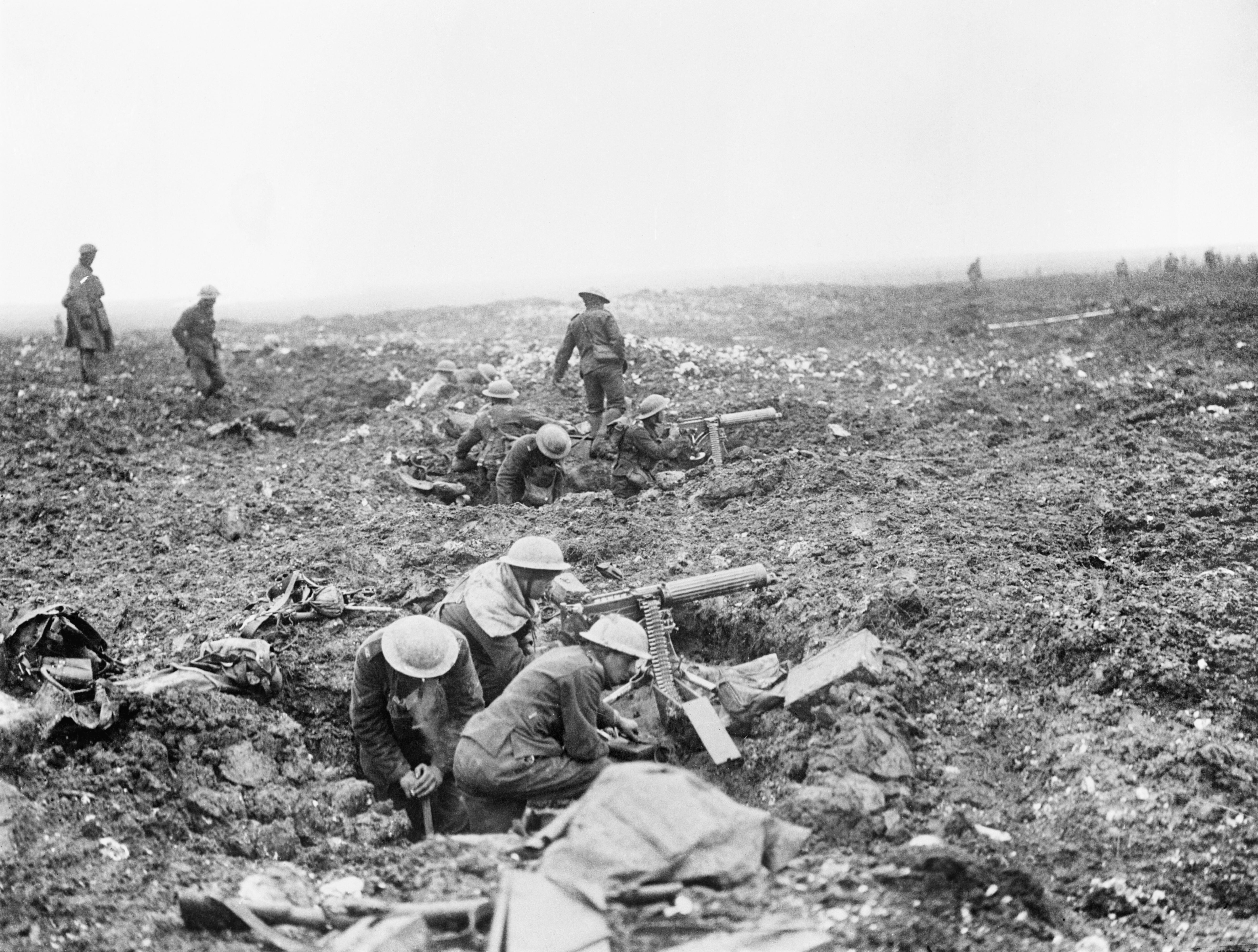
Grupo de metralhadoras canadianas em Vimy Ridge.

Sensivelmente ao mesmo tempo, talvez na zona mais cuidada de toda a ofensiva, o Corpo Canadiano lançou um assalto à colina de Vimy. Avançando atrás do fogo de barragem, e com a utilização de metralhadoras – 80 por brigada, incluindo uma Lewis em cada pelotão – a força canadiana conseguiu avançar cerca de 3700 m pelas defesas alemãs e capturar o topo da colina pelas 13h00 h. Historiadores militares têm atribuído o sucesso do ataque ao planeamento cuidado pelo comandante do Corpo, Julian Byng, ao seu oficial de apoio, general Arthur Currie, e à definição de objectivos específicos a cada pelotão. Ao definir objectivos concretos para cada unidade, as forças podiam continuar a lutar mesmo que os seus oficiais fossem abatidos ou que o sistema de comunicações não funcionasse, ultrapassando, assim, dois dos principais problemas da Frente Ocidental.

### Primeira Batalha de Bullecourt (10 a 11 de Abril de 1917)

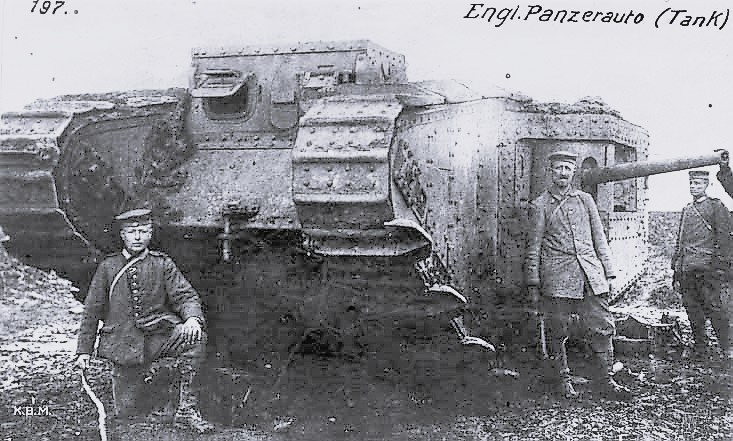
Tropas alemãs com um tanque britânico capturado a 11 de Abril, perto de Bullecourt.

A sul de Arras, o plano previa duas divisões, a 62.ª (britânica) e a 4.ª (australiana), para atacar ambos os lados da vila de Bullecourt e expulsar os alemães das suas posições fortificadas para as trincheiras de reserva. O ataque foi programado para a manhã de 10 de Abril, mas os tanques de apoio atrasaram-se devido ao mau tempo e o assalto passou para o dia seguinte. A ordem para atrasar o ataque não chegou a todas as unidades em tempo útil, e dois batalhões do Regimento West Yorkshire atacaram tendo que retirar com bastantes baixas. Apesar dos protestos dos comandantes australianos, o ataque ficou marcado para 11 de Abril; devido a problemas mecânicos, apenas 11 tanques estavam operacionais para o assalto, e o fogo de barragem da artilharia foi insuficiente para destruir o arame farpado das trincheiras alemãs. Por outro lado, o ataque do dia anterior alertou as forças alemãs da zona para um potencial assalto em massa, e levou os alemães a prepararem-se melhor, em particular no sector canadiano. Os relatórios errados sobre a extensão do terreno controlado pelos australianos, retirou-lhes o apoio necessário da artilharia e, embora os elementos da 4.ª Divisão tivessem ocupado, por pouco tempo, algumas secções das trincheiras alemãs, acabaram por ser forçados a retirar-se com pesadas baixas. Neste sector, os comandantes alemães puseram em prática, com sucesso, a defesa elástica conseguindo contra-atacar eficazmente. Os alemães capturaram dois dos tanques que tinham sido utilizados, e depois de ver que tinham sido perfurados por projécteis blindados, acreditaram que as balas da espingarda A.P. eram uma arma antitanque que os punha fora de acção.

## Segunda fase
Após os ganhos de terreno dos primeiros dois dias, seguiu-se um período de espera devido à necessidade de adaptação logística a uma nova realidade, para manter as tropas nos novos terrenos. Batalhões de pioneiros construíram estradas temporárias através dos terrenos devastados do campo de batalha; a artilharia pesada, e as suas munições, foram posicionadas, manualmente, em novos locais; a comida para os homens e para os cavalos foi fornecida e foram instalados postos médicos preparados para os esperados contra-ataques. Os comandantes Aliados foram confrontados com um dilema: manter as actuais divisões, exaustas, a atacar e correr o risco de não ter homens suficientes, ou substitui-los por novas divisões e perder uma oportunidade para atacar.
Em Londres, o jornal The Times comentou: "a principal importância dos nossos recentes avanços é o facto de termos expulsado o inimigo de terreno mais alto. Tendo garantido o controlo destes pontos elevados [Vimy, Monchy e Croisailles] e de nos termos instalado, não é necessariamente fácil continuarmos o rápido avanço. Um ataque no declive frontal, exposto ao fogo de posições inimigas noutros declives, é quase sempre difícil, e agora, na frente geral ... deve haver um período muito trabalhoso, o qual conhecemos no Somme, de fogo contínuo de posições individuais, as quais não podem ser atacadas a não ser quando aquela que as protege tenha sido capturada".
A imprensa alemã reagiu de forma semelhante. O Vossische Zeitung, um jornal diário de Berlim, escreveu: "Temos que contar com reveses como aquele perto de Arras. Estes acontecimentos são um tipo de revês táctico. Se este revês táctico não for seguido de efeitos estratégicos, ou seja, passar pelo agressor, então toda a batalha não é mais do que um enfraquecer do grupo de ataque, tanto ao nível dos homens como do equipamento". No mesmo dia, o Frankfurter Zeitung comentou: "Se os britânicos conseguirem passar, vão ficar frente-a-frente a condições ainda piores para eles, pois o resultado será a liberdade de operações, a especialidade alemã na arte da guerra".
O general Ludendorff, no entanto, era menos emocional. As notícias da batalha chegaram até ele no dia do seu 52.º aniversário, ao seu quartel-general em Kreuznach. Escreveu: "Aguardei com confiança pela ofensiva e agora estou profundamente deprimido". Telefonou a cada um dos seus comandantes e "fiquei com a impressão de que os princípios estabelecidos pelo OHL estavam correctos, mas a arte da liderança está na sua correcta aplicação". (Posteriormente, um inquérito judicial estabeleceria que Falkenhausen tinha de facto interpretado de forma errada os princípios da Defesa Elástica.) Imediatamente, Ludendorff deu ordem para enviar reforços. Então, a 11 de Abril, demitiu o chefe do estado-maior do general von Falkenhausen e substituiu-o pelo seu especialista em linhas de defesa, o coronel Fritz von Lossberg. Von Lossberg munido de um vollmacht (uma procuração que o permitia dar ordens em nome de Ludendorff), substituiu, efectivamente, Falkenhausen. Algumas horas após a sua chegada, Von Lossberg já estava a reestruturar as defesas alemãs.
Durante a segunda fase, os Aliados continuaram a pressão atacante a leste de Arras. Os seus objectivos eram a consolidação dos ganhos obtidos nos primeiros dias da ofensiva; manter a iniciativa; e avançar juntamente com os franceses em Aisne. Contudo, desde 16 de Abril, tornou-se evidente que a Ofensiva Nivelle estava a falhar e Haig ficou sob a pressão de manter os alemães ocupados no sector de Arras para minimizar as perdas francesas.

### Batalha de Lagnicourt (15 de Abril de 1917)
Constatando que a 1.ª Divisão australiana controlava uma frente de 12 km, o comandante do Corpo alemão, general Otto Von Moser (no comando do XIV Corpo de Reserva) planeou um ataque para fazer recuar os postos avançados, destruir as provisões e armamento, e regressar às defesas de Hindenburg. Ao transmitir o seu plano aos seus superiores, estes alocaram mais uma divisão aos seus corpos para reforçar o ataque.
Atacando com 23 batalhões (de quatro divisões), os alemães conseguiram penetrar na linha da frente australiana entre a 1.ª e a 2.ª Divisões, e ocuparam a vila de Lagnicourt, destruindo algumas peças de artilharia australianas.
Os contra-ataques dos 9.º e 20.º Batalhões australianos conseguiram reconquistar a linha da frente, e o combate terminou com 1 010 baixas para as forças australianas e 2 313 para os alemães.

### Segunda Batalha de Scarpe (23 a 24 de Abril de 1917)

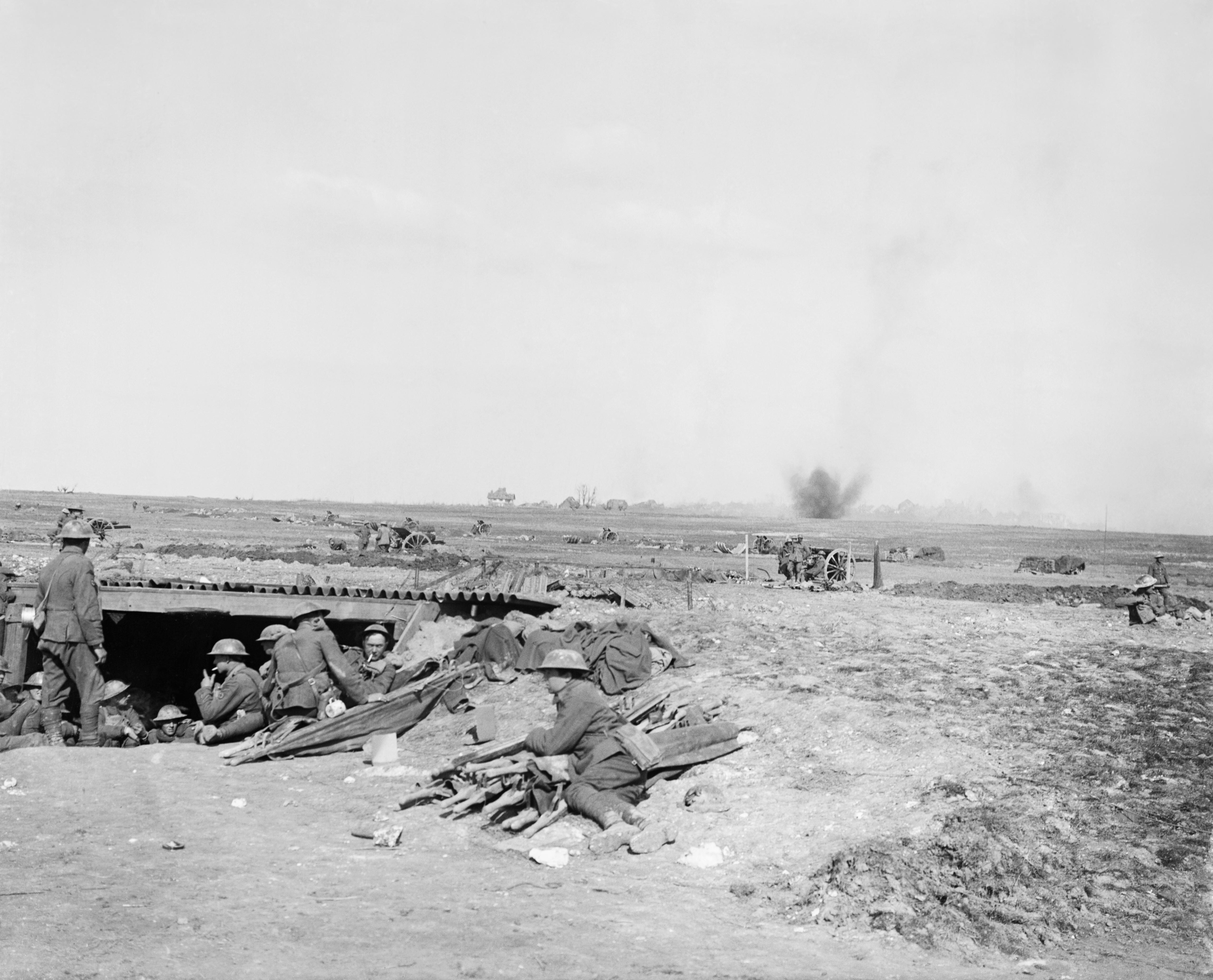
Bateria britânica de 18 libras debaixo do fogo alemão, perto de Monchy-le-Preux, a 24 de Abril.

No dia 23 de Abril, os britânicos lançaram um assalto a leste de Wancourt em direcção a Vis-en-Artois. Elementos da 30.ª do Reino Unido e da e 50.ª Divisão de Northumbria foram bem sucedidos, de início, controlando a vila de Guémappe, mas não conseguiram avançar mais para leste, e sofreram pesadas baixas. Mais a norte, as forças alemãs contra-atacaram numa tentativa de recuperar Monchy-le-Preux, mas as tropas do Regimento Real da Terra Nova conseguiram manter o controlo da vila até à chegada de reforços da 29.ª Divisão. Os comandantes britânicos decidiram não avançar mais face à forte resistência alemã, e o ataque foi cancelado no dia seguinte, a 24 de Abril.

### Batalha de Arleux (28 a 29 de Abril de 1917)
Embora os Corpos canadianos tivessem conquistado a colina de Vimy, as dificuldades sentidas em controlar o flanco sudeste deixaram a posição vulnerável. Para alterar esta situação, as tropas canadianas e britânicas lançaram um ataque em direcção a Arleux-en-Gohelle no dia 28 de Abril. Arleux foi capturada por tropas canadianas, de forma relativamente fácil, mas, por outro lado, as forças britânicas cujo objectivo era Gavrelle, depararam-se com dura resistência dos alemães. A vila foi capturada ao início da noite, mas quando os alemães efectuaram um contra-ataque, forçando uma breve retirada, as forças da 63.ª Divisão foram chamadas para o local para reforçar os soldados Aliados., conseguindo, assim, controlar a vila. Os ataques seguintes, a 29 de Abril, foram repelidos. Apesar de o objectivo dos canadianos de controlar a posição em Vimy ter sido atingido, as perdas humanas foram altas e o resultado final foi decepcionante.

### Segunda Batalha de Bullecourt (3 a 17 de Maio de 1917)

A Linha Hindenburg perto de Bullecourt, vista do ar.

Depois do assalto inicial à volta de Bullecourt não ter conseguido penetrar nas linhas alemãs, os comandantes britânicos iniciaram os preparativos para uma segunda tentativa. A artilharia britânica deu início a um intenso bombardeamento à vila a qual, em 20 de Abril, foi virtualmente destruída. Embora o assalto da infantaria estivesse planeado para 20 de Abril, foi alterado várias vezes e estabelecido definitivamente para a manhã de 3 de Maio. Às  03h45, tropas da 2.ª Divisão australiana atacaram a leste da vila de Bullecourt, tentando furar a Linha Hindenburg e capturar Hendecourt-lès-Cagnicourt, enquanto as tropas britânicas da 62.ª Divisão West Riding atacaram Bullecourt. A resistência alemã foi feroz e, quando a ofensiva foi cancelada no dia 17 de Maio, poucos dos objectivos iniciais tinham sido atingidos. Os australianos tinham conquistado grande parte do sistema de trincheiras alemãs entre Bullecourt e Riencourt-lès-Cagnicourt, mas não tinham conseguido capturar Hendecourt. A oeste, as tropas britânicas conseguiram expulsar os alemães de Bullecourt, com pesadas baixas, e não conseguiram avançar a nordeste de Hendecourt.

### Terceira Batalha de Scarpe (3 a 4 de Maio de 1917)
Depois de controlarem a zona circundante de Arleux, no final de Abril, os britânicos decidiram lançar outro ataque a leste de Monchy para tentar passar o Boiry Riegel e chegar até Wotanstellung, uma importante fortificação defensiva alemã. A ofensiva foi programada para coincidir com o assalto dos australianos a Bullecourt de modo a atacar os alemães em duas frentes. Os comandantes alemães esperavam que o sucesso desta iniciativa iria forçar os alemães a retirarem-se para leste. Com este objectivo em mente, os britânicos lançaram outro ataque perto de Scarpe a 3 de Maio. Contudo, nenhuma das frentes foi capaz de efectuar avanços significativos, e a operação foi cancelada no dia seguinte depois das forças Aliadas terem sofrido pesadas baixas. Embora esta batalha tenha sido um fracasso, os britânicos retiraram importantes lições sobre a necessidade de uma maior interligação entre os tanques, a infantaria e a artilharia, que mais tarde aplicariam na Batalha de Cambrai.

## Rescaldo

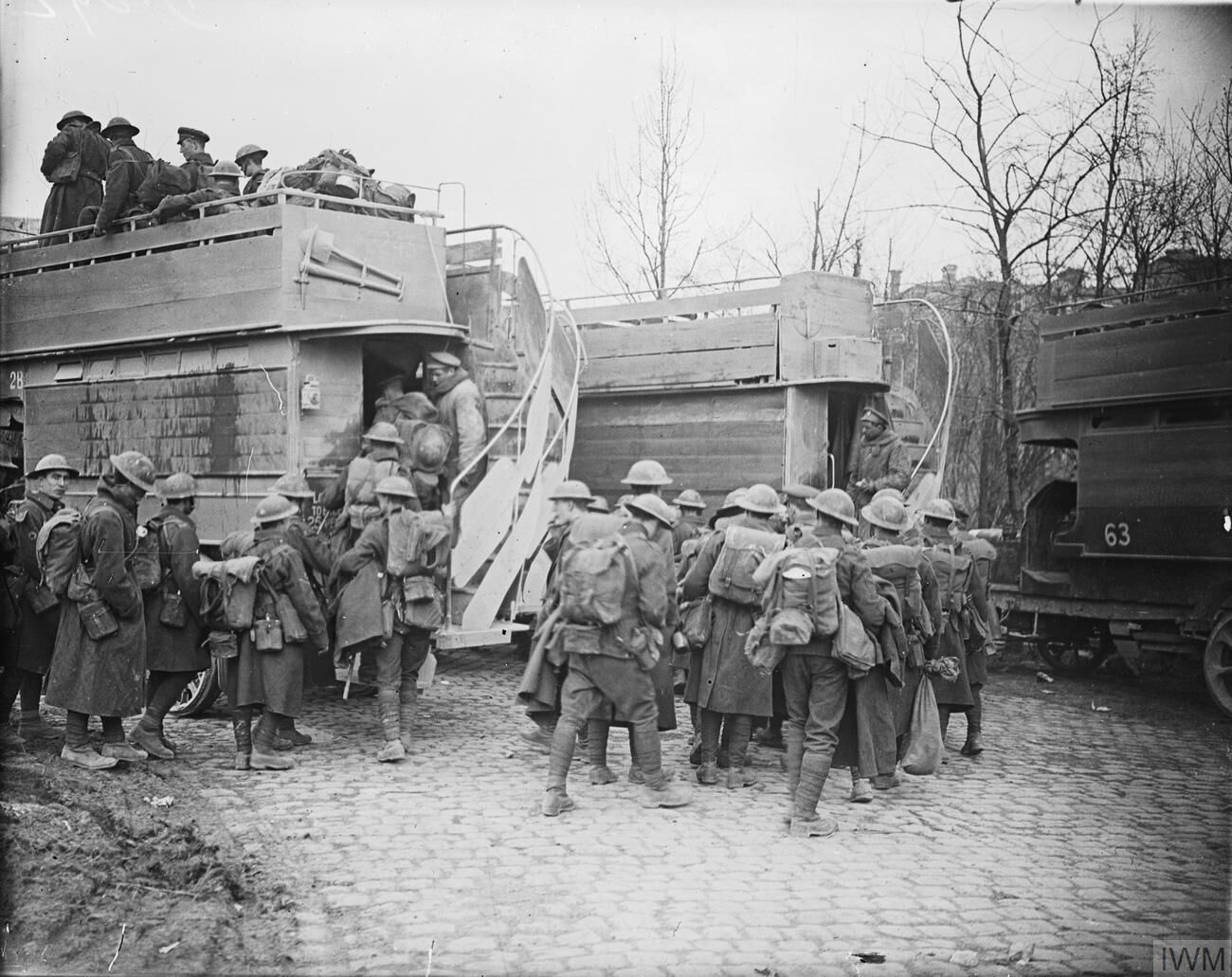
Tropas britânicas a regressarem para o descanso depois da Batalha de Arras.

Pelos padrões da Frente Ocidental, os ganhos dos primeiros dois dias foram muitos significativos. Foi conquistada uma grande área de terreno com um número relativamente pequeno de baixas, e foram capturados um conjunto significativo de pontos estratégicos, em particular Vimy. Adicionalmente, a ofensiva conseguiu afastar as tropas alemãs da ofensiva francesa no sector de Aisne. Em muitos aspectos, a batalha pode ser considerada uma vitória para os britânicos e os seus aliados, mas estes ganhos ficaram obscurecidos pelo número de vítimas e pelo fracasso da ofensiva francesa em Aisne. No final da ofensiva, os britânicos sofreram mais de 150 000 baixas e pouco terreno conquistaram desde o primeiro dia. Apesar dos ganhos iniciais, não conseguiram ultrapassar a linha defensiva alemã e a situação ficou num beco sem saída. Embora os historiadores considerem que a batalha foi vencida pelos britânicos, num contexto mais alargado da frente, pouco impacto teve na situação táctica ou estratégica. Ludendorff comentou mais tarde: "não há dúvida que os britânicos conquistaram objectivos estratégicos, mas nunca consegui perceber quais foram". Em contradição a esta posição, ele também estava "bastante deprimido; caso os nossos princípios de defesa táctica se tivessem revelado falsos, o que se deveria ter feito?".
Do lado Aliado, foram entregues 25 Cruz Vitória. Do lado alemão, a 24 de Abril de 1917, Kaiser Guilherme II premiou Von Lossberg com as Folhas de Carvalho (semelhante à barra para um distinção repetida) pela Pour le Mérite que ele recebeu na Batalha do Somme, em Setembro.

### Baixas

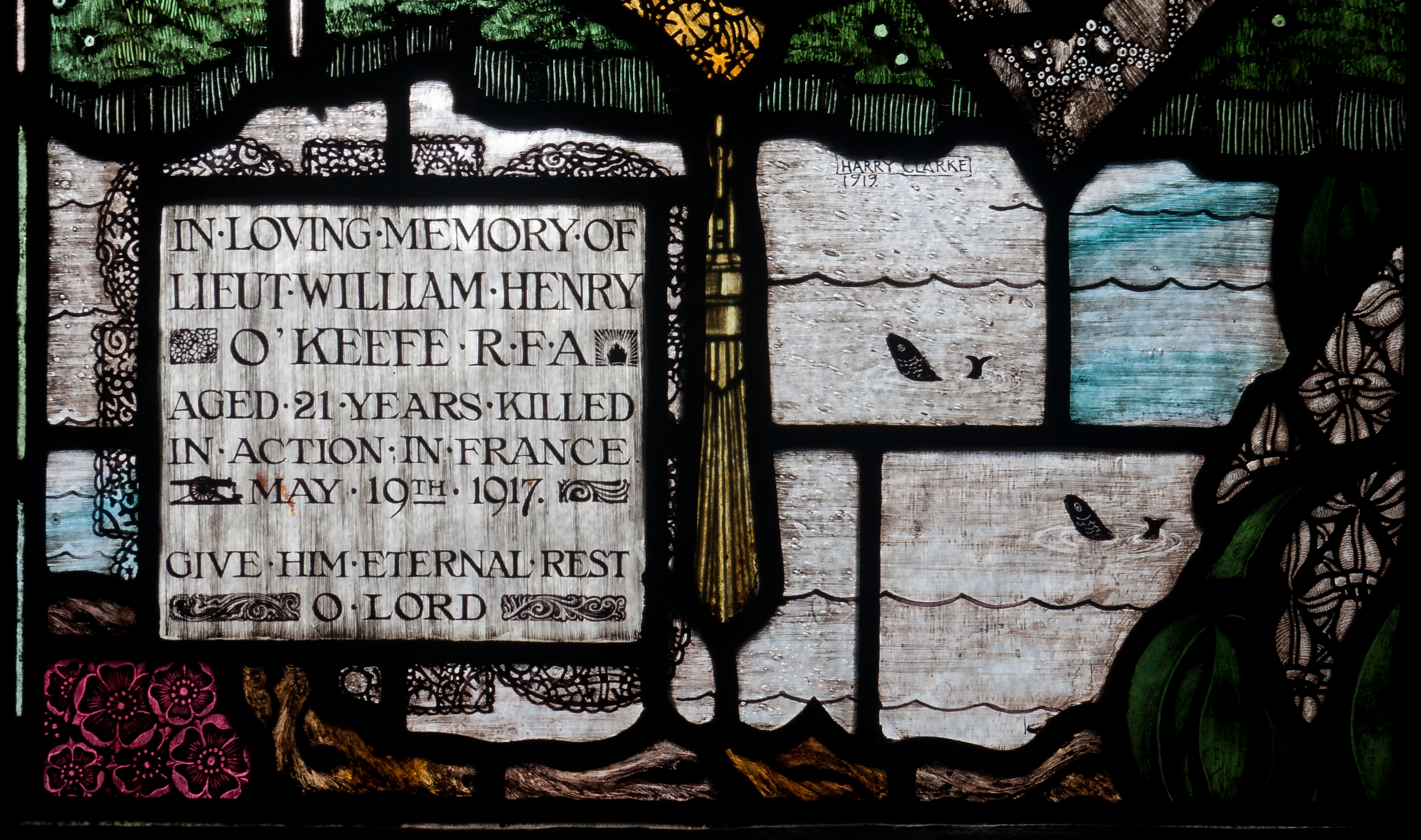
Vitral de Harry Clarke em Wexford dedicado à memória do tenente William Henry O'Keefe que foi morto em acção.

Os números habitualmente considerados para quantificar as baixas Aliadas são os do tenente-general Sir George Fowke, o ajudante-general de Haig. Os seus números registam as vítimas diárias, por unidade, sob o comando de Haig. As baixas do 3.º Exército foram de 87 226; do 1º Exército 46 826 (incluindo 11 004 canadianos em Vimy); e do 5.º Exército  24 608; num total de 158 660.
As perdas alemãs são mais difíceis de apurar. O Gruppe Vimy e Gruppe Souchez sofreram 79 418 baixas, mas o  os números do Gruppe Arras são incompletos. Por outro lado, os registos dos alemães excluem aqueles que ficaram "ligeiramente feridos ". O capitão Cyril Falls (o escritor que registou a Batalha de Arras na História Oficial Britânica, Military Operations 1917, volume I), estimou teriam de ser adicionados mais 30% aos quantitativos alemães para comparar com os britânicos. Falls faz uma "estimativa global" de que as baixas alemãs seriam "provavelmente semelhantes ". Nicholls aponta para 120 000; e Keegan para 130 000. Um caso notável de uma "falsa baixa” foi C.S. Lewis (1898–1963), autor de vários livros como “The Chronicles of Narnia”. Embora várias fontes registem que Lewis como tendo sido ferido em Abril de 1917, a sua autobiografia torna claro que ele só chegou a França em Novembro desse ano, e que foi ferido em Abril de 1918. Outra personalidade que morreu do lado aliado foi o escritor/poeta britânico Edward Thomas.

### Comandantes
Apesar de Haig ter homenageado Allenby pelo "grande sucesso inicial" do seu plano, os subordinados de Allenby "protestaram o modo como ele geriu ... a fase de desgaste." Allenby foi enviado para o comando da Força Expedicionária Egípcia na Palestina. Ele viu a sua transferência como uma "medalha de fracasso" mas "mais do que compensou a sua reputação derrotando" os otomanos em 1917–18. Haig permaneceu no seu posto até ao final da guerra.
Quando se tornou evidente que uma das razões principais para o sucesso britânico foi a falha no comando dentro do seu próprio exército, Ludendorff retirou do comando alguns dos seus oficiais de apoio, incluindo o general Von Falkenhausen que nunca mais teve responsabilidades de chefia, passando o resto da guerra como Governador-Geral da Bélgica. No início de 1918, o jormal The Times publicou um artigo – com o título Falkenhausen's Reign of Terror (O Reinado de Terror de Falkenhausen) – onde descrevia a execução de 170 civis belgas desde que tinha sido nomeado governador.
Ludendorff e Von Lossberg aprenderam uma grande lição na batalha. Perceberam que, embora os Aliados tivessem conseguido passar a linha da frente, poderiam não ter tirado proveito do seu sucesso caso tivessem sido confrontados por um inimigo mais dinâmico e inteligente. De imediato, Ludendorff ordenou que se desse início a formação em tácticas de "guerra de movimento" e manobras, às duas divisões de contra-ataque. Von Lossberg foi promovido a general e passou a gerir a defesa alemã nas ofensivas de Verão e Outono, de Haig, na Flandres (mais tarde Von Lossberg tornar-se-ía "uma lenda como o bombeiro na Frente Ocidental; sempre a ser enviado pelo Alto Comando Alemão para a zona de crise".)

### Poesia de Guerra
Siegfried Sassoon faz referência à batalha no seu famoso poema anti-guerra, The General, no qual a incompetência do pessoal militar britânico é ridicularizada. O poeta lírico britânico, Edward Thomas foi morto por um projéctil a 9 de Abril de 1917, no primeiro dia da Ofensiva da Páscoa.